# Dacunju
Dacunju este un gen de molii din familia Saturniidae. 

## Specii
- Dacunju jucunda (Walker, 1855)